# Мещанка (Одесская область)
Мещанка (укр. Міщанка) — село, относится к Лиманскому району Одесской области Украины.
Население по переписи 2001 года составляло 169 человек. Почтовый индекс — 67541. Телефонный код — 4855. Занимает площадь 0,68 км². Код КОАТУУ — 5122784204.

## Местный совет
67541, Одесская обл., Лиманский р-н, с. Першотравневое, ул. Мира, 4